# Стадницкий, Александр
Граф Александр Стадницкий (пол. Aleksander Stadnicki; 27 февраля 1806, Тшциница — 19 декабря 1861, Львов) — польский юрист и историк, депутат Галицких Станов.

## Биография
Представитель польского дворянского рода Стадницих герба «Шренява без креста». Второй сын графа Антония Вацлава Стадницкого (1771—1836), владельца Жмигруда, и графини Жозефы Стадницкой (урожденной княжны Яблоновской) (1780—1861). У него было три брата — историк Казимир, Владислав (1810—1882) и Зигмунд (умер в детстве). Сам Александр никогда не был женат и не имел детей.
В 1826 году Александр Стадницкий окончил юридический факультет Венского университета. С 1838 года он был секретарем краевой губернии во Львове. Он был одним из магнатов, участников сейма Галицких Станов с 1827 по 1839 год. Он закончил свою государственную службу в 1841 году и переехал в Тшциницу. В 1843 году он снова появился в сейме Галицких Станов и был автором проекта по предоставлению земли крестьянам. Позже в журналистских работах он также выступал за отмену крепостного права.
С 1848 года Александр Стадницкий публиковал свои научные работы, посвященные, в частности, сельское поселение по валашскому праву, история городов бывшего Русского воеводства и уставы Казимира Великого.
Похоронен на Лычаковском кладбище во Львове.